# Mirko Tiepolo
Mirko Tiepolo (Noale, 20 gennaio 1922 – Treviso, 1º settembre 2016) è stato un ciclista su strada e ciclocrossista italiano, professionista dal 1949 al 1951.

## Carriera
Originario della frazione di Briana e sopravvissuto alla Campagna italiana di Russia, dal secondo dopoguerra svolse principalmente il ruolo di gregario: tra i suoi compagni di squadra vi furono il suo conterraneo Antonio Bevilacqua, Alberto Ghirardi e Giovanni Pettinati. Per la maggior parte dei suoi anni di carriera ha corso individualmente, ha comunque al suo attivo alcune partecipazioni a gare ciclistiche prestigiose come la Milano-Sanremo, la Parigi-Roubaix e il Giro del Lazio.
All'età di 31 anni concluse la propria carriera agonistica dedicandosi al mestiere di rappresentante, senza per questo rinunciare alla passione ciclistica.
Il 19 maggio 2016 in occasione della 12ª tappa del Giro d'Italia Noale-Caorle ritornò agli onori delle cronache per il suo passato agonistico e per il rapporto che aveva con Toni Bevilacqua.
Pochi mesi dopo Mirko è morto all'età di 94 anni .

## Palmarès

### Ciclocross
- 1944

Scorzè Ciclocross

## Piazzamenti

### Classiche monumento
- Milano-Sanremo

1951: 27º
- Giro del Lazio

1951: 27º